# Улрих фон Шверин (1648 – 1697)
Улрих фон Шверин (на немски: Ulrich Graf von Schwerin; * 18 февруари 1648 в Льовиц (част от Духеров) в Мекленбург-Предна Померания; † 8 август 1697 в Барт в Мекленбург-Предна Померания) e граф, благородник от род Шверин от Мекленбург, господар в Льовиц, кралски шведски управленски съветник, дворцов хауптман в Шверин.
Той е син на граф Антон Детлоф фон Шверин (1600 – 1658) и съпругата му Ердмута София фон Ведел-Фрайенвалде (1614 – 1675), дъщеря на Юрген фон Ведел (1567 – 1618) и Катарина фон Борке.
Улрих посещава университета в Грайфсвалд, от 1664 г. заедно с брат си Детлоф фон Шверин (1650 – 1707), бъдещ генерал.

## Фамилия
Улрих фон Шверин се жени на 15 април 1675 г. в Щолценбург за Анна Лукреция фон Рамин-Щолценбург (* 3 септември 1653, Щолценбург; † 24 май 1745, Путцар), дъщеря на Бернхард Ото фон Рамин-Щолценбург (1620 – 1682) и Илза Сабина фон Берг-Вербелов (1625 – 1684). Те имат два сина и две дъщери:
- Ханс Богислав фон Шверин (* 10 юни 1683, Льовиц; † 23 август 1747, Берлин), пруски дипломат, женен на 27 август 1728 г. в Бойтценбург за Шарлота Каролина Ернестина фон Арним-Бойтценбург (* 1 януари 1710, Бойтценбург; † 22 ноември 1779, Берлин), дъщеря на пруския министър Георг Дитлоф фон Арним (1753 – 1753); имат син и дъщеря
- Анна Беата Лукреция фон Шверин (* 14 юли 1692; † 14 април 1754), омъжена на 1 февруари 1728 г. за Юрген Берндт фон Рамин (* 10 март 1693; † 24 април 1775, Щолценбург), съветник в Щолценбург
- Курт Кристоф фон Шверин (* 26 октомври 1684, Льовиц; † 6 май 1757), кралски пруски генерал-фелдмаршал, женен I. на 15 юли 1708 г. в Путцар за фрайин Улрика Елеонора фон Красов (* 2 май 1693, Маастрихт; † 30 юни 1754, Шверинсбург), II. на 20 октомври 1754 г. в Швайнсбург за 	Филипина Луиза фон Вакениц (* 19 март 1696; † 14 февруари 1778, Анклам); има общо пет деца
- София Илзаба фон Шверин (* 9 март 1677; † погребана 26 ноември 1715 в Царников), омъжена на 15 юли 1700 г. за Арндт Кристоф фон Болен († 8 януари 1729)